# Capsarius
Capsarius var en romersk slav som fanns till uthyrning på romerska badanläggningar. En capsarius kunde bära badutrustningen, massera och tvätta sin hyrare samt vakta hans ägodelar i apodyterium, badets omklädningsrum.